# Dawid Szufryn
Dawid Szufryn (ur. 29 maja 1986 w Nowym Sączu) – polski piłkarz występujący na pozycji obrońcy w klubie Poprad Muszyna.